# Pseudosquillana
Pseudosquillana is een geslacht van kreeftachtigen uit de klasse van de Malacostraca (hogere kreeftachtigen).

## Soorten
- Pseudosquillana megalophthalma (Bigelow, 1893)
- Pseudosquillana richeri (Moosa, 1991)